# Arnold Kerdijk

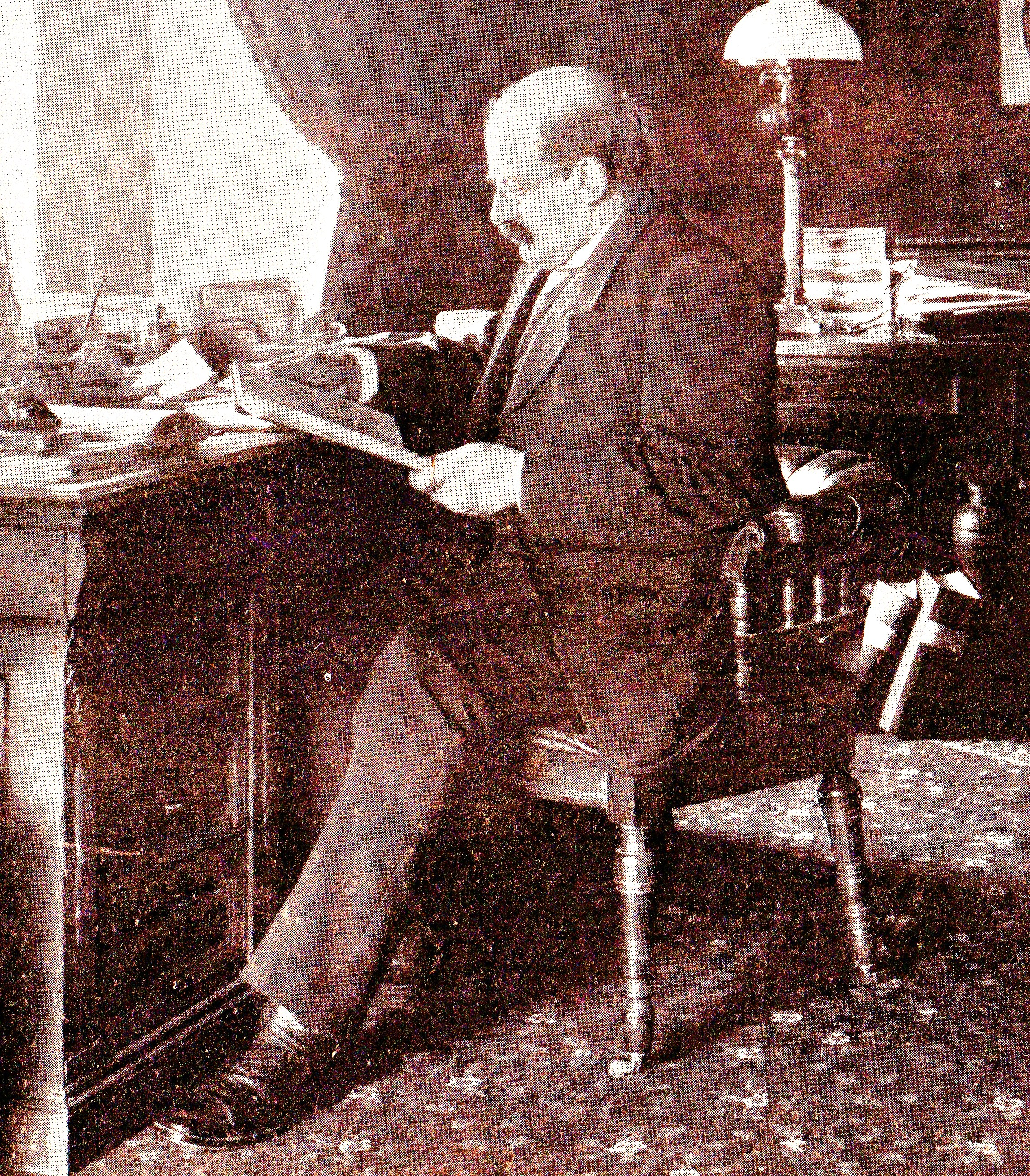
Arnold Kerdijk, 1895

Arnoldus (Arnold) Polak Kerdijk (* 24. Mai 1846 in Rotterdam; † 16. März 1905 in Bayern) war ein niederländischer Politiker und Publizist, der sich als Linksliberaler mit der Sozialen Frage befasste. Er war von 1887 bis 1901 Abgeordneter in der Zweiten Kammer der Generalstaaten und von 1901 bis 1905 Parteivorsitzender des Vrijzinnig-Democratische Bond (VDB).

## Leben
Kerdijk war der Sohn eines Kaufmanns und späteren Effektenmaklers. Die Familie war zunächst orthodox jüdisch, der Vater hatte sich aber von der Religion abgewandt und ließ im Zuge dessen den Familiennamen „Polak“ zunächst 1844 in „Polak Kerdijk“ und 1859 nur noch „Kerdijk“ ändern. Der Sohn studierte ab 1863 Rechtswissenschaft an der Rijksuniversiteit Utrecht (namentlich bei Cornelis Willem Opzoomer) und erwarb 1873 den Doktorgrad der Rechte. Danach war er von 1873 bis 1880 Schulinspektor in Südholland mit Sitz in Delft.
Bereits seit seiner Studienzeit befasste sich Kerdijk mit den Nöten der Arbeiterklasse, ab 1873 war er Mitglied im Ausschuss zur Erörterung der sozialen Frage. Nach dem Vorbild des Genossenschaftswesens in Großbritannien initiierte er in dieser Zeit Verbrauchergenossenschaften. Kerdijk begründete 1880 die Reichspostsparkasse (Rijkspostspaarbank), um Arbeitern die Möglichkeit zu geben, ihre finanzielle Situation mit einem Sparbuch zu verbessern. Im folgenden Jahr wurde er Sekretär der Maatschappij tot Nut van 't Algemeen (Gemeinnützigen Gesellschaft). Er schrieb Leerplichtigheid (Utrecht 1870), Aufsätze über Volksunterricht, Arbeitergesetze, Sparkassen etc. und redigierte seit 1887 das von ihm begründete Sociaal Weekblad.
Von 1887 bis 1901 war Kerdijk Abgeordneter der Hauptstadt Amsterdam in der Zweiten Kammer der Generalstaaten, dem Unterhaus des niederländischen Parlaments. Dort saß er zunächst in der Fraktion der Liberale Unie, ab 1894 im davon abgespaltenen Vooruitstrevende Kamerclub (Fortschrittlicher Kammerklub) bzw. ab 1897 dem Vrijzinnig-democratische Kamerclub (Freisinnig-demokratischer Kammerklub), dessen Vorsitzender er war. Im Jahr 1901 war er Gründungsmitglied des linksliberalen Vrijzinnig-Democratische Bond (VDB), der aus dem linken Flügel der Liberale Unie und dem Radicale Bond hervorging. Er war von 1901 bis 1905 dessen erster Parteivorsitzender.
Arnold Kerdijk war ab 1876 mit Elisabeth Sara Matthes (1849–1902) verheiratet, mit der er vier Kinder bekam. Nach dem Tod seiner Frau litt er unter schweren Depressionen. Während eines Urlaubs in Bayern beging er in der Isar Suizid.